# Reactiv

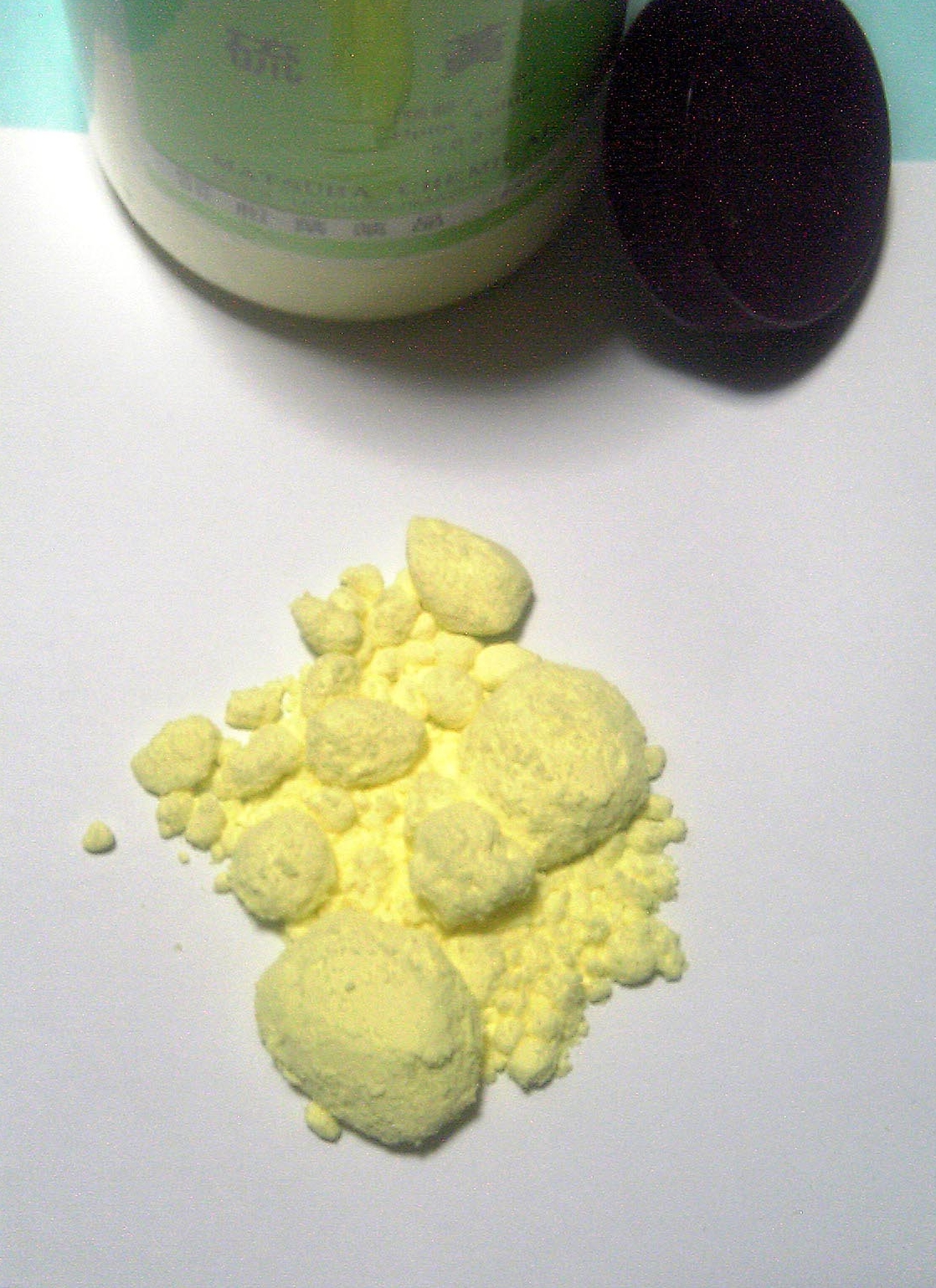
Reactivii, cum este de exemplu sulful din imagine, sunt punctele de pornire pentru reacții chimice.

În sinteza organică, reactivii sunt compuși sau amestecuri de compuși anorganici (sau organici) care au un anumit efect asupra unor compuși organici. Printre exemple se numără reactivul Schiff și reactivii Grignard. în chimia analitică, reactivii sunt compuși sau amestecuri de compuși care confirmă sau infirmă prezența unei anumite substanțe, de exemplu prin schimbarea culorii. Exemplele includ: reactivul Tollens, reactivul Fehling și reactivul Millon.
Un reactant este substanța care ia parte la o reacție chimică.  Într-o reacție pot intra unul sau mai mulți reactanți. De exemplu, la reacția de descompunere termică participă un reactant, iar la oxidarea magneziului doi reactanți:
CaSO4 → CaO + CO2
2Mg + O2 → 2MgO